# Maccullochella ikei
Maccullochella ikei је зракоперка из реда Perciformes и фамилије Percichthyidae. 

## Угроженост
Ова врста се сматра угроженом.

## Распрострањење
Аустралија је једино познато природно станиште врсте.

## Станиште
Станишта врсте су речни екосистеми и слатководна подручја.